# زندان خیام

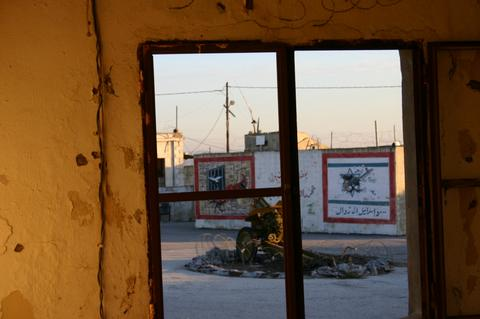
بازداشتگاه الخیام، جنوب لبنان، ۲۰۰۴

بازداشتگاه خیام (انگلیسی: Khiam detention center؛ عربی: سجن الخیام) یک مجموعه پادگان ارتش بود که در ابتدا توسط نیروهای مسلح فرانسه در دهه ۱۹۳۰ در شهر خیام لبنان بزرگ (در زمان قیمومت فرانسه بر لبنان) مورد استفاده قرار گرفت.

## پیشینه
پس از تأسیس لبنان مستقل در سال ۱۹۴۶، تا زمان وقوع جنگ داخلی لبنان در سال ۱۹۷۵ این مکان تحت اختیار ارتش لبنان بود اما پس از آن ارتش جنوب لبنان، که یک گروه مسیحی لبنانی بود بر این مکان نظامی تسلط یافت. شبه نظامیان اسرائیلی هنگام درگیری در جنوب لبنان، از این پایگاه برای اسکان شبه نظامیان مسلمان اسیر شده استفاده کردند. این روند تا زمان خروج اسرائیل از لبنان در ماه مه ۲۰۰۰ و متعاقب آن فروپاشی ارتش جنوب لبنان ادامه داشت. پس از عقب‌نشینی اسرائیل، این اردوگاه متروک و توسط دولت لبنان به موزه تبدیل شد.

## تخریب

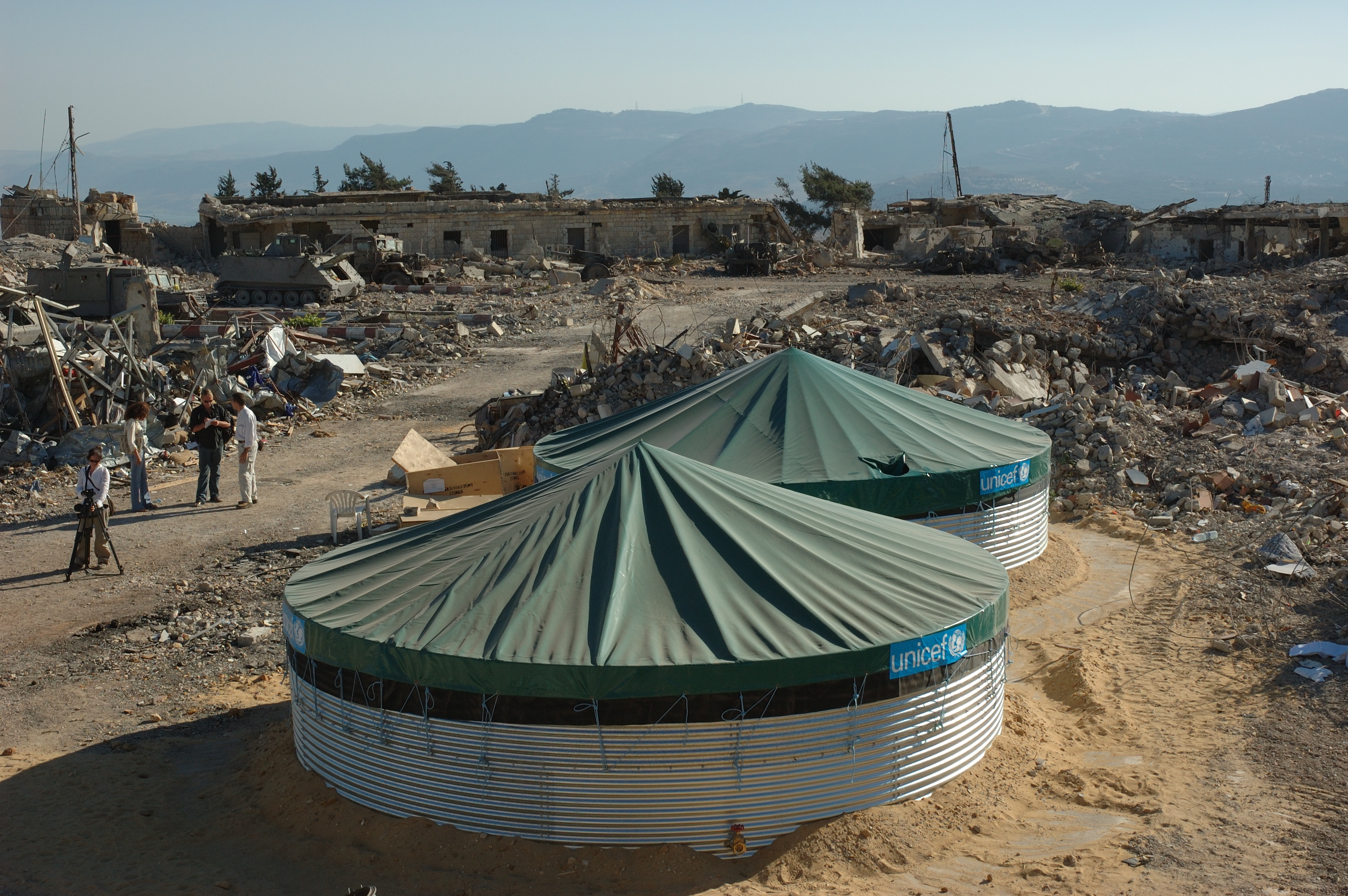
بقایای بازداشتگاه اندکی پس از جنگ ۲۰۰۶ لبنان، پشت چادرهای یونیسف

در طول جنگ اسرائیل و لبنان (۲۰۰۶)، نیروی هوایی اسرائیل این موزه را بمباران و تخریب کرد که گفته می‌شود در تلاش برای پنهان کردن شواهد شکنجه و بدرفتاری‌هایی که در آنجا انجام شده بود، صورت گرفته‌است.
عفو بین‌الملل و دیده‌بان حقوق بشر از استفاده از شکنجه و سایر موارد نقض جدی حقوق بشر در این مرکز گزارش دادند.
رابرت فیسک، روزنامه‌نگار انگلیسی در مورد نقض حقوق بشر در این مرکز اظهار داشت: سادیست‌های خیام قبل از فرو بردن الکترود در قفسه سینه زندانیان و نگه داشتن آنها در سلول انفرادی به آنها آب می‌پاشیدند. برای سال‌ها، اسرائیلی‌ها حتی صلیب سرخ را از بازدید از زندان بدنام خود منع کردند. زمانی که ارتش اسرائیل تقریباً هفت سال پیش عقب‌نشینی کرد، همه شکنجه گران از آن سوی مرز به سوی اسرائیل گریختند.
بنا به گزارش برخی رسانه‌ها، برخی از سلول‌های زندان دارای قفس‌های فلزی کوچکی بودند که زندانبانان زندانیان را قبل از ضربه زدن مکرر از بیرون، گاهی ساعت‌ها، به عنوان شکنجه روحی، در آن قرار می‌دادند.
اسرائیل هرگونه دخالت در خیام را رد کرده و مدعی شده‌است که این مکان را در اوایل سال ۱۹۸۸ به ارتش جنوب لبنان واگذار کرده‌است.
به گفته نوآم چامسکی، اسرائیل به صلیب سرخ یا دیگر سازمان‌های حقوق بشری اجازه دسترسی به «اتاق وحشت» خیام را با وجود «شواهد قاطع شکنجه شنیع و وحشیانه» نداد.